# Nati nel 1912/Agosto
| Questa pagina contiene informazioni ricavate automaticamente dalle voci biografiche con l'ausilio del template Bio e di un bot. L'aggiornamento è periodico e automatico e ricostruisce completamente la pagina. Se manca una persona in questa lista, sei pregato di non aggiungerla, ma accertati piuttosto che la sua voce biografica contenga il template Bio e che i dati anagrafici siano correttamente compilati. Se il template Bio manca, inseriscilo tu stesso o, in alternativa, metti l'avviso {{tmp\|Bio}} che ne segnala la mancanza. Se i dati riportati sono sbagliati, correggi direttamente la voce biografica; le modifiche saranno visibili in questa lista entro pochi giorni. Per chiarimenti vedi il progetto biografie. La lista contiene solo le 169 persone che sono citate nell'enciclopedia e per le quali è stato implementato correttamente il template Bio. Pagina aggiornata al 18 mag 2025. |

- 1º agosto - Roberto Allemandi, calciatore argentino
- 1º agosto - Rachel Baes, pittrice belga († 1983)
- 1º agosto - Milo Campari, calciatore italiano († 1975)
- 1º agosto - Gabriella Degli Esposti, antifascista e partigiana italiana († 1944)
- 1º agosto - Frank Edmondson, astronomo statunitense († 2008)
- 1º agosto - Henry Jones, attore statunitense († 1999)
- 1º agosto - John Ormento, mafioso statunitense († 1974)
- 2 agosto - Giorgio Bixio, attore italiano († 1984)
- 3 agosto - Roberto Curcio, pentatleta italiano († 1992)
- 3 agosto - Jacques Dupuis, etnografo francese († 1997)
- 3 agosto - Fritz Hellwig, politico tedesco († 2017)
- 3 agosto - Lea Quaretti, scrittrice italiana († 1981)
- 3 agosto - Adriano Rimoldi, attore italiano († 1965)
- 3 agosto - Otto Siffling, calciatore tedesco († 1939)
- 4 agosto - Aleksandr Danilovič Aleksandrov, matematico sovietico († 1999)
- 4 agosto - Domenico Bevilacqua, militare e aviatore italiano († 1943)
- 4 agosto - Maurice Guigue, arbitro di calcio e calciatore francese († 2011)
- 4 agosto - Adolf Künzel, cestista tedesco
- 4 agosto - Henri Maldiney, filosofo francese († 2013)
- 4 agosto - Cosimo Pirozzo, anarchico italiano († 1937)
- 4 agosto - Virgilio Piñera, scrittore, poeta e drammaturgo cubano († 1979)
- 4 agosto - David Raksin, compositore statunitense († 2004)
- 4 agosto - Raoul Wallenberg, diplomatico e filantropo svedese
- 4 agosto - Faustino Watt, cestista cileno
- 5 agosto - Abbé Pierre, presbitero, politico e partigiano francese († 2007)
- 5 agosto - Zainal Abidin Alting, sovrano indonesiano († 1967)
- 5 agosto - Nancy Tyson Burbidge, botanica, ambientalista e religiosa britannica († 1977)
- 5 agosto - Jacques Delannoy, calciatore francese († 1958)
- 5 agosto - Heinz Hollert, ufficiale tedesco († 1944)
- 5 agosto - Mario Pancini, ingegnere italiano († 1968)
- 5 agosto - Neri Pozza, partigiano, scrittore e editore italiano († 1988)
- 6 agosto - Ervardo Fioravanti, pittore, incisore e disegnatore italiano († 1996)
- 6 agosto - Mirin Dajo, olandese († 1948)
- 6 agosto - Bert Whalley, calciatore e allenatore di calcio britannico († 1958)
- 7 agosto - Valerio Chiappo, calciatore italiano
- 7 agosto - Maurice Henry Dorman, politico britannico († 1993)
- 7 agosto - Nino Lamboglia, archeologo italiano († 1977)
- 7 agosto - Stephen Lysak, canoista statunitense († 2002)
- 7 agosto - Enrico Mara, ciclista su strada italiano († 1979)
- 7 agosto - Gastone Ruzzante, calciatore italiano
- 7 agosto - Võ Chí Công, politico vietnamita († 2011)
- 8 agosto - Daniel Mann, regista statunitense († 1991)
- 8 agosto - Natalija Dudinskaja, ballerina sovietica († 2003)
- 8 agosto - Irena Jaśnikowska, discobola, giavellottista e cestista polacca († 1974)
- 8 agosto - Marco Novaro, velista italiano († 1993)
- 8 agosto - Roberto Sbarra, calciatore argentino († 2000)
- 9 agosto - Anne Brown, soprano statunitense († 2009)
- 9 agosto - Aldo Marazza, pilota automobilistico italiano († 1938)
- 9 agosto - Nicolò Nicolosi, calciatore e allenatore di calcio italiano († 1986)
- 9 agosto - Alex Stevenson, calciatore irlandese († 1985)
- 10 agosto - Jorge Amado, scrittore brasiliano († 2001)
- 10 agosto - Georges Delporte, pallanuotista francese († 1994)
- 10 agosto - Oreste Gelmini, politico italiano († 2005)
- 10 agosto - Romain Maes, ciclista su strada belga († 1983)
- 10 agosto - Richard Reeves, attore statunitense († 1967)
- 11 agosto - Eva Ahnert-Rohlfs, astronoma tedesca († 1954)
- 11 agosto - Bruno De Negri, calciatore italiano
- 11 agosto - Egidio Giaroli, scultore italiano († 2000)
- 11 agosto - Maria Luigia Guaita, partigiana, editrice e scrittrice italiana († 2007)
- 11 agosto - Mirdza Kalnins Capanna, danzatrice e insegnante lettone († 1974)
- 11 agosto - Norman Levinson, matematico statunitense († 1975)
- 12 agosto - Domenico Baffigo, militare e marinaio italiano († 1943)
- 12 agosto - Bernhard Baier, pallanuotista tedesco († 2003)
- 12 agosto - Wilhelm Baumann, pallamanista tedesco († 1990)
- 12 agosto - Samuel Fuller, regista, sceneggiatore e produttore cinematografico statunitense († 1997)
- 12 agosto - Feroze Gandhi, politico e giornalista indiano († 1960)
- 12 agosto - Louis Gérardin, pistard francese († 1982)
- 12 agosto - Jussi Kurikkala, fondista e maratoneta finlandese († 1951)
- 12 agosto - Nikolaj Efimovič Timkov, pittore russo († 1993)
- 12 agosto - David Allardyce Webb, botanico irlandese († 1994)
- 13 agosto - Francesco Albanese, tenore e attore italiano († 2005)
- 13 agosto - Vinigi Lorenzo Grottanelli, etnologo italiano († 1993)
- 13 agosto - Ben Hogan, golfista statunitense († 1997)
- 13 agosto - Terence Wilmot Hutchison, economista inglese († 2007)
- 13 agosto - Luis Jacob, cestista peruviano
- 13 agosto - Hans Koch, militare tedesco († 1955)
- 13 agosto - Dorothy Layton, attrice statunitense († 2009)
- 13 agosto - Salvatore Luria, medico, genetista e biologo italiano († 1991)
- 14 agosto - Hilda Cameron, velocista canadese († 2001)
- 14 agosto - Lúcio Cardoso, scrittore, drammaturgo e poeta brasiliano († 1968)
- 14 agosto - Duck Dowell, cestista e allenatore di pallacanestro statunitense († 2003)
- 14 agosto - Oscar Montañés, calciatore argentino († 1985)
- 14 agosto - Frank Oppenheimer, fisico statunitense († 1985)
- 14 agosto - Erwin Strittmatter, scrittore e drammaturgo tedesco († 1994)
- 14 agosto - Carlos Armando Wilson, calciatore argentino († 1996)
- 15 agosto - Luigi Amerio, matematico italiano († 2004)
- 15 agosto - Heinrich Borgmann, militare tedesco († 1945)
- 15 agosto - Julia Child, cuoca, scrittrice e personaggio televisivo statunitense († 2004)
- 15 agosto - Wendy Hiller, attrice britannica († 2003)
- 15 agosto - Mary Lanier, attrice statunitense († 2002)
- 15 agosto - Carlo Miranda, matematico italiano († 1982)
- 15 agosto - Guido Morselli, scrittore italiano († 1973)
- 15 agosto - Naoto Tajima, triplista e lunghista giapponese († 1990)
- 16 agosto - Ted Drake, calciatore, allenatore di calcio e crickettista britannico († 1995)
- 16 agosto - Len Goulden, allenatore di calcio e calciatore inglese († 1995)
- 16 agosto - Giovanni Serbandini, politico e partigiano italiano († 1999)
- 17 agosto - Vitalij Gubarev, scrittore, sceneggiatore e giornalista sovietico († 1981)
- 17 agosto - Rocco Mazzarone, medico e scrittore italiano († 2005)
- 17 agosto - Margaret Scriven, tennista britannica († 2001)
- 18 agosto - Aldo Forzoni, vescovo cattolico italiano († 1991)
- 18 agosto - Carlos Gringa, calciatore uruguaiano († 1984)
- 18 agosto - Kurt Meisel, attore e regista austriaco († 1994)
- 18 agosto - Angelo Minoia, calciatore italiano († 1969)
- 18 agosto - Elsa Morante, scrittrice, saggista e poetessa italiana († 1985)
- 18 agosto - Otto Ernst Remer, generale e politico tedesco († 1997)
- 18 agosto - Şehzade Ertuğrul Osman, principe ottomano († 2009)
- 19 agosto - Frank Cole, cestista britannico († 1995)
- 19 agosto - Luigi Conte, politico italiano († 2005)
- 19 agosto - Oreste Palella, attore, regista e sceneggiatore italiano († 1969)
- 20 agosto - Felice Mina, scultore e medaglista italiano († 1976)
- 20 agosto - Niyazi, direttore d'orchestra e compositore sovietico († 1984)
- 21 agosto - Jacques Bergier, giornalista e scrittore francese († 1978)
- 21 agosto - Toe Blake, hockeista su ghiaccio e allenatore di hockey su ghiaccio canadese († 1995)
- 21 agosto - Paul Landres, regista e montatore statunitense († 2001)
- 21 agosto - Man Singh II, principe, politico e diplomatico indiano († 1970)
- 21 agosto - Aleksandr Ėmmanuilovič Nudel'man, ingegnere sovietico († 1996)
- 22 agosto - Primo Arzilli, fantino italiano († 1992)
- 22 agosto - Emanuele Caracciolo, regista italiano († 1944)
- 22 agosto - Stefan Gendera, cestista polacco († 2001)
- 22 agosto - Aleksandr Pavlovič Kibal'nikov, scultore russo († 1987)
- 22 agosto - Carlo Muscetta, critico letterario, poeta e antifascista italiano († 2004)
- 22 agosto - Giancarlo Pascale Guidotti Magnani, funzionario italiano († 2001)
- 22 agosto - Tom Sneddon, allenatore di calcio e calciatore scozzese († 1983)
- 22 agosto - François Tosquelles, psichiatra spagnolo († 1994)
- 23 agosto - Juan Antonio Ipiña, calciatore e allenatore di calcio spagnolo († 1974)
- 23 agosto - Gene Kelly, ballerino, attore e cantante statunitense († 1996)
- 23 agosto - Ingeborg Kummerow, antifascista tedesca († 1943)
- 23 agosto - Domingos Lopes, calciatore portoghese
- 23 agosto - Nelson Rodrigues, drammaturgo, scrittore e giornalista brasiliano († 1980)
- 23 agosto - Keith Vaughan, pittore e fotografo britannico († 1977)
- 24 agosto - Cesarina Carletti, partigiana, antifascista e brigatista italiana († 1988)
- 24 agosto - Howard Everest Hinton, entomologo britannico († 1977)
- 24 agosto - Joe Leson, cestista statunitense († 1967)
- 25 agosto - Herbert Floss, militare tedesco († 1943)
- 25 agosto - Erich Honecker, politico tedesco († 1994)
- 25 agosto - Sisowath Monipong, politico cambogiano († 1956)
- 26 agosto - Giuseppe Beotti, presbitero italiano († 1944)
- 26 agosto - Jean Boisselier, archeologo francese († 1996)
- 26 agosto - Ferruccio Diena, calciatore italiano († 1996)
- 26 agosto - Werner Dissel, attore e regista tedesco († 2003)
- 26 agosto - Ceferino Garcia, pugile filippino († 1981)
- 26 agosto - John Tinniswood, supercentenario britannico († 2024)
- 27 agosto - Léo Marjane, cantante francese († 2016)
- 27 agosto - Ray Milton, hockeista su ghiaccio canadese († 2003)
- 27 agosto - Robert Zimmermann, ciclista su strada e pistard svizzero († 2006)
- 28 agosto - George Eric Deacon Alcock, astronomo inglese († 2000)
- 28 agosto - Adolfo Geri, attore e doppiatore italiano († 1988)
- 28 agosto - Nemesio Orsatti, pittore, incisore e scultore italiano († 1988)
- 29 agosto - Adolfo Agosti, calciatore italiano († 1991)
- 29 agosto - S. Corinna Bille, poetessa e scrittrice svizzera († 1979)
- 29 agosto - Steve Fisher, scrittore e sceneggiatore statunitense († 1980)
- 29 agosto - Simon Schoon, insegnante e partigiano olandese († 1989)
- 29 agosto - Emil Schumacher, pittore tedesco († 1999)
- 29 agosto - Sohn Kee-chung, maratoneta sudcoreano († 2002)
- 29 agosto - Barry Sullivan, attore statunitense († 1994)
- 29 agosto - Wolfgang Suschitzky, fotografo e direttore della fotografia austriaco († 2016)
- 30 agosto - Gianfranco Gazzana Priaroggia, militare italiano († 1943)
- 30 agosto - Giovanni Gotti, ciclista su strada italiano († 1988)
- 30 agosto - Ewaryst Łój, cestista polacco († 1973)
- 30 agosto - Edward Mills Purcell, fisico statunitense († 1997)
- 30 agosto - Pavol Strauss, medico, filosofo e scrittore slovacco († 1994)
- 30 agosto - Pasquale Vitiello, pittore italiano († 1962)
- 30 agosto - Nancy Wake, agente segreto neozelandese († 2011)
- 30 agosto - Leo J. Wollemborg, giornalista e scrittore italiano († 2000)
- 31 agosto - Helmut Hamann, velocista tedesco († 1941)
- 31 agosto - Ichiji Ōtani, calciatore giapponese († 2007)
- 31 agosto - Katsumi Tezuka, attore e giocatore di baseball giapponese
- 31 agosto - Yrjö Keinonen, generale finlandese († 1977)
- 31 agosto - Rolland Étienne, cestista francese († 2003)